# 이대근
이대근(李大根, 1940년 7월 1일 ~ )은 대한민국의 배우이다.

## 생애
1962년 연극배우 첫 데뷔하였고 5년 후 1967년 서울중앙방송(지금의 KBS 한국방송공사) 7기 공채 탤런트 정식 데뷔하였다. 지금은 피플지컴퍼니라는 회사에서 연기 강사를 맡아 연기지도를 하고 있다. MBC에서 방영된 공화국 시리즈 드라마에서 차지철 전문 배우로 활약했다.

## 학력
- 배명고등학교
- 서라벌예술대학 연극영화학과

## 출연작

### 텔레비전 드라마
- 2011년 JTBC 《발효가족》 ... 설노인 역[2]
- 2003년 KBS2 《그녀는 짱》 ... 하충식 역
- 2003년 SBS 《형사》
- 2001년 MBC 《보고싶은 얼굴》 ... 이태성 역
- 1997년 KBS 《봄날은 간다》 ... 장달근 역
- 1996년 MBC 《춘향 아씨 한양 왔네》
- 1996년 MBC 《동기간》 ... 박민호 역
- 1995년 MBC 《제4공화국》 ... 차지철 역
- 1994년 SBS 《좋은걸 어떡해》 ... 한병태 역
- 1994년 MBC 《서울의 달》 ... 달동네 주인집 영감 역
- 1993년 MBC 《제3공화국》 ... 차지철 역
- 1984년 MBC 《조선왕조 오백년 설중매》 ... 홍윤성 역
- 1981년 MBC 《한강》
- 1977년 MBC 《왜 그러지》
- 1976년 MBC 《철이의 모험》
- 1976년 MBC 《사미인곡》
- 1975년 MBC 《갈대》... 장임호 역

### 영화
- 제3지대
- 충녀
- 김두한
- 김두한 2
- 김두한 3
- 김두한 4
- 시라소니
- 협객 시라소니
- 안나의 유서
- 태풍을 일으킨 사나이
- 황토기
- 거지왕 김춘삼
- 심봤다
- 우묵배미의 사랑
- 서울 통화중
- 삿뽀로 밤사냥
- 석양의 10번가
- 이대근, 이댁은
- 아벤고 공수군단
- 화려한 외출
- 복수는 내게 맡겨라
- 태양을 훔친 여자
- 뒤돌아 보지마라
- 동백꽃 신사
- 멋대로 해라
- 돌아온 용팔이
- 대물
- 불
- 창부일색
- 보릿고개
- 최후의 증인
- 하늘이 부를 때까지
- 김두한과 서대문 1번지
- 푸른 계절의 열기
- 인간시장 3
- 들개
- 무림여대생
- 뽕 (1985)
- 오사까대부
- 사노
- 성 리수일뎐
- 갈마
- 깜보
- 여수 대탈옥
- 백치원앙
- 조용한 방
- 검은 모자
- 감자
- 연산군
- 여비서 클럽
- 땡삐
- 파행
- 합궁
- 웅담부인
- 서울은 여자를 좋아해
- 무정의 제3부두
- 이태원 밤하늘엔 미국 달이 뜨는가
- 어머니는 죽지 않는다
- 코리안 커넥션
- 인연
- 크라이막스 원
- 늪속에 불안개는 잠들지 않는다
- 뻐꾸기도 밤에 우는가

### 라디오 프로그램
- 2015년 EBS FM 《EBS 책 읽는 라디오 낭독 시리즈》

### CF
- 롯데제과 빼빼로
- 동일신약 힘톤-C
- 한독약품 녹삼봉
- 해태제과 크런치킹 (장혁(2002년 버전), 김동성(2003년 버전)과 함께 출연)

## 수상
- 1975년 MBC 연기대상 우수연기상
- 1980년 제16회 백상예술대상 영화부문 남자 최우수연기상
- 1980년 제19회 대종상 남우주연상
- 1986년 제6회 한국영화평론가협회상 남우주연상
- 1987년 제26회 대종상 남우조연상
- 2010년 제18회 춘사영화상 춘사대상
- 2011년 제48회 대종상 영화발전공로상